# Botsuana en los Juegos Paralímpicos
Botsuana en los Juegos Paralímpicos está representada por la Asociación Paralímpica de Botsuana, miembro del Comité Paralímpico Internacional.
Ha participado en cuatro ediciones de los Juegos Paralímpicos de Verano, su primera presencia tuvo lugar en Atenas 2004. La deportista Tshotlego Morama logró la única medalla paralímpica del país en las ediciones de verano, al obtener en Atenas 2004 la medalla de oro en atletismo en la prueba de 400 m (clase T46).
En los Juegos Paralímpicos de Invierno Botsuana no ha participado en ninguna edición.

## Medallero

### Por edición
Juegos Paralímpicos de Verano
| Evento              | Oro | Plata | Bronce | Total |
| ------------------- | --- | ----- | ------ | ----- |
| Atenas 2004         | 1   | 0     | 0      | 1     |
| Pekín 2008          | –   | –     | –      | –     |
| Londres 2012        | –   | –     | –      | –     |
| Río de Janeiro 2016 | 0   | 0     | 0      | 0     |
| Tokio 2020          | 0   | 0     | 0      | 0     |
| París 2024          | 0   | 0     | 0      | 0     |
| TOTAL               | 1   | 0     | 0      | 1     |

### Por deporte
Deportes de verano
| Evento    | Oro | Plata | Bronce | Total |
| --------- | --- | ----- | ------ | ----- |
| Atletismo | 1   | 0     | 0      | 1     |
| TOTAL     | 1   | 0     | 0      | 1     |